# Asfeld
Asfeld je naselje in občina v severnem francoskem departmaju Ardeni regije Šampanja-Ardeni. Leta 2008 je naselje imelo 1008 prebivalcev.

## Geografija
Kraj se nahaja v pokrajini Šampanji ob reki Aisne in Ardenskem kanalu v bližini meje z regijo Pikardijo, 30 km severno od Reimsa.

## Uprava
Asfeld je sedež istoimenskega kantona, v katerega so poleg njegove vključene še občine Aire, Avaux, Balham, Bergnicourt, Blanzy-la-Salonnaise, Brienne-sur-Aisne, L'Écaille, Gomont, Houdilcourt, Poilcourt-Sydney, Roizy, Saint-Germainmont, Saint-Remy-le-Petit, Sault-Saint-Remy, Le Thour, Vieux-lès-Asfeld in Villers-devant-le-Thour s 5.540 prebivalci.
Kanton je sestavni del okrožja Rethel.

## Zanimivosti
- baročna cerkev Saint-Didier d'Asfeld iz 17. stoletja;

## Pobratena mesta
- Harsefeld (Spodnja Saška, Nemčija);